# Leonard Hayflick
Leonard Hayflick, né le 20 mai 1928 à Philadelphie et mort le 1er août 2024 à Sea Ranch (Californie), est un microbiologiste américain ayant largement contribué à l'avancée des connaissances scientifiques en biologie cellulaire en travaillant notamment sur les cellules souches.
Il est à l'origine de la découverte de la lignée de cellules WI-38, première lignée « normale » de cellules souche, ainsi que de la limite de Hayflick.